# ادوارد سیگلر
ادوارد سیگلر (انگلیسی: Edward Siegler; ۱۴ اوت ۱۸۸۱ – ۲۸ ژانویهٔ ۱۹۴۲) ژیمناست هنری و ورزشکار سه‌گانه اهل ایالات متحده آمریکا بود.